# Marie-Paule Gnabouyou
Marie-Paule Gnabouyou (født 4. marts 1988 i Marseille) er en fransk håndboldspiller, der spiller for OGC Nice Côte d'Azur Handball. Hun kom til klubben i 2021. Hun har tidligere optrådt for Toulon Saint-Cyr Var Handball i hjemlandet, danske Viborg HK, slovenske RK Krim og ungarske Siófok KC. 
Hun har desuden repræsenteret det franske A-landshold ved flere lejligheder, med i alt 78 landskampe og 104 landsholdsmål. Gnabouyou har deltaget ved VM 2011 i Brasilien, EM 2014 i Ungarn/Kroatien og sidst EM 2016 i Sverige.